# Буябес
Буябе́с (фр. Bouillabaisse, фр. вимова: [bu.ja.bɛːs]) — страва французької кухні; рибна юшка із часником та прянощами. Найпоширеніша на півдні Франції, переважно в Марселі.

## Історія
Історично буябес був традиційною стравою марсельських рибалок і готувався з риби, яку вони не змогли збути, та з якої потім варили юшку. Спочатку це була досить проста і дешева страва. Однак, завдяки розвиткові туризму на середземноморському узбережжі Франції вона згодом набула популярності. Ресторани Марселя пізніше вдосконалили юшку, створивши декілька її різновидів, передусім додавши до оригінального рецепта омарів та інші делікатесні морепродукти.
У 1980 році провідні ресторатори Марселя визначили Хартію Буйабесу, яка встановлює основні інгредієнти та правила подачі цієї страви. Цю хартію було створено у відповідь на діяльність недобросовісних рестораторів, які в найбільш туристичних районах міста (Старий порт Марселя, вулиця Оноре д'Естьєн д'Орв, долина Офф, Ле Гуд, Л'Естак) подавали під назвою «буйабес» будь-який рибний суп, користуючись необізнаністю туристів щодо справжнього рецепта.

## Приготування
Для приготування страви спочатку очищають морську рибу та морепродукти. Найчастіше використовують морського окуня, морського півня, рогатку, сонцевика, тріску або барабулю — серед риб та морські молюски, креветки, мідії, морські гребінці — серед морепродуктів. З риби знімають філе, потім із кісток варять бульйон. Овочі (морква, цибуля) подрібнюють, обсмажують в каструлі. Додають часник, паприку, заливаючи сухим білим вином, та залишаючи це все на вогні. Згодом додають фенхель, цибулю порей, приправляють сіллю, перцем і заливають рибним бульйоном. Після варіння вміст перебивають блендером і протирають через сито. Морепродукти та рибу варять до готовності, після цього викладають гіркою на центр тарілки та заливають юшкою. Зазвичай подають з хрусткими грінками та шафрановим соусом.